# Lijst van Stolpersteine in Oude IJsselstreek
De lijst van Stolpersteine in Oude IJsselstreek geeft een overzicht van de gedenkstenen die in de gemeente Oude IJsselstreek in de Nederlandse provincie Gelderland zijn geplaatst in het kader van het Stolpersteine-project van de Duitse beeldhouwer-kunstenaar Gunter Demnig.
Stolpersteine zijn opgedragen aan slachtoffers van het nationaalsocialisme, al diegenen die zijn vervolgd, gedeporteerd, vermoord, gedwongen te emigreren of tot zelfmoord gedreven door het nazi-regime. Demnig legt voor elk slachtoffer een aparte steen, meestal voor de laatste zelfgekozen woning.
Omdat het Stolpersteine-project doorloopt, kan deze lijst onvolledig zijn.

## Stolpersteine
In de gemeente Oude IJsselstreek liggen zevenentwintig Stolpersteine: drie in Silvolde, achttien in Terborg, vier Stolpersteine in Varsseveld en twee in Westendorp.

### Silvolde
In Silvolde liggen drie Stolpersteine op een adres.
| Afbeelding | Inscriptie | Adres          | Herdachte persoon         |
| ---------- | --- | -------------- | ------------------------- |
|            | HIER WOONDE ELLA WOLF GEB. 1895 SILVOLDE GEARRESTEERD 18.5.1943 GEDEPORTEERD UIT WESTERBORK VERMOORD 21.5.1943 SOBIBOR      | Heuvelstraat 9 | Ella Wolf (1895-1943)     |
|            | HIER WOONDE GODFRIED WOLF GEB. 1893 SILVOLDE GEARRESTEERD 1943 GEDEPORTEERD UIT VUGHT EN MOERDIJK VERMOORD 9.7.1943 SOBIBOR | Heuvelstraat 9 | Godfried Wolf (1895-1943) |
|            | HIER WOONDE ROSA WOLF GEB. 1892 SILVOLDE GEARRESTEERD 18/19.8.1942 GEDEPORTEERD UIT WESTERBORK VERMOORD 30.9.1942 AUSCHWITZ | Heuvelstraat 9 | Rosa Wolf (1892-1942)     |

### Terborg
In Terborg liggen achttien Stolpersteine op acht adressen.
| Afbeelding | Inscriptie | Adres              | Herdachte persoon                    |
| ---------- | --- | ------------------ | ------------------------------------ |
|            | HIER WOONDE EDUARD BERENDSEN GEB. 1898 GEARRESTEERD 10.12.1942 GEDEPORTEERD UIT WESTERBORK VERMOORD 28.2.1943 AUSCHWITZ                                           | Hoofdstraat 82-84  | Eduard Berendsen (1898-1943)         |
|            | HIER WOONDE ISIDOOR BERENDSEN GEB. 1892 GEARRESTEERD 7.10.1941 GEDEPORTEERD VERMOORD 24.10.1941 MAUTHAUSEN                                                        | Hoofdstraat 82-84  | Isidoor Berendsen (1892-1941)        |
|            | HIER WOONDE HEINRICH HEINZ BRASCH GEB. 1920 GEVLUCHT 1940 UIT DUITSLAND GEÏNTERNEERD 1942 RUINEN, WESTERBORK, DRANCY VERMOORD 18.1.1945 AUSCHWITZ                 | Kramersweide 15    | Heinrich Heinz Brasch (1920-1945)    |
|            | HIER WOONDE LUIS CUSSEL GEB. 1882 GEVLUCHT 1938 UIT DUITSLAND GEARRESTEERD 10.4.1943 GEÏNTERNEERD VUGHT BEZWEKEN 13.5.1943 WESTERBORK                             | Kramersweide 15    | Luis Cussel (1882-1943)              |
|            | HIER WOONDE MAX JUNGBLUT GEB. 1897 GEVLUCHT 1938 UIT DUITSLAND GEARRESTEERD 12.12.1943 GEDEPORTEERD UIT WESTERBORK VERMOORD 28.1.1944 AUSCHWITZ/small>            | Oliemolenstraat 3  | Max Jungblut (1897-1944)             |
|            | HIER WOONDE FRANZISKA JUNGBLUT-WOLF GEB. 1903 GEVLUCHT 1938 UIT DUITSLAND GEARRESTEERD 12.12.1943 GEDEPORTEERD UIT WESTERBORK VERMOORD 28.1.1944 AUSCHWITZ/small> | Oliemolenstraat 3  | Franziska Jungblut-Wolf (1903-1944)  |
|            | HIER WOONDE SALLI LEVY GEB. 1894 GEARRESTEERD 7.10.1941 GEDEPORTEERD VERMOORD 18.10.1941 MAUTHAUSEN                                                               | Doetinchemseweg 10 | Salli Levy (1894-1941)               |
|            | HIER WOONDE JOSEPH MESTRIZ GEB. 1895 GEARRESTEERD 7.10.1941 GEDEPORTEERD VERMOORD 14.10.1941 MAUTHAUSEN                                                           | Hoofdstraat 9      | Joseph Mestriz (1895-1941)           |
|            | HIER WOONDE AMALIA MESTRIZ-WOLF GEB. 1887 GEARRESTEERD 12.12.1943 GEDEPORTEERD UIT WESTERBORK VERMOORD 28.1.1944 AUSCHWITZ                                        | Hoofdstraat 9      | Amalia Mestriz-Wolf (1887-1944)      |
|            | HIER WOONDE ARIE SPIER GEB. 1906 GEARRESTEERD 7.10.1941 GEDEPORTEERD VERMOORD 31.10.1941 MAUTHAUSEN                                                               | Hamelstraat 2      | Arie Spier (1906-1941)               |
|            | HIER WOONDE ASSER STRAUS GEB. 1883 GEARRESTEERD 28.5.1944 GEDEPORTEERD UIT WESTERBORK THERESIENSTADT VERMOORD 9.10.1944 AUSCHWITZ                                 | Doetinchemseweg 13 | Asser Straus (1883-1944)             |
|            | HIER WOONDE HARRY JONNIE STRAUS GEB. 1924 GEARRESTEERD 28.5.1944 GEDEPORTEERD UIT WESTERBORK THERESIENSTADT AUSCHWITZ VERMOORD 28.2.1945 MIDDEN-EUROPA            | Doetinchemseweg 13 | Harry Jonnie Straus (1924-1945)      |
|            | HIER WOONDE JULIA STRAUS-LEVY GEB. 1898 GEARRESTEERD 28.5.1944 GEDEPORTEERD UIT WESTERBORK THERESIENSTADT VERMOORD 8.10.1944 AUSCHWITZ                            | Doetinchemseweg 13 | Julia Straus-Levy (1898-1944)        |
|            | HIER WOONDE ALFRED WOLF GEB. 1924 GEARRESTEERD 12.12.1942 GEDEPORTEERD UIT WESTERBORK VERMOORD 21.1.1945 MIDDEN-EUROPA                                            | Doetinchemseweg 5  | Alfred Wolf (1924-1945)              |
|            | HIER WOONDE JACOB WOLF GEB. 1892 GEARRESTEERD 7.10.1941 GEDEPORTEERD VERMOORD 25.10.1941 MAUTHAUSEN                                                               | Doetinchemseweg 5  | Jacob Wolf (1892-1941)               |
|            | HIER WOONDE LOUIS WOLF GEB. 1891 GEARRESTEERD 7.10.1941 GEDEPORTEERD VERMOORD 14.10.1941 MAUTHAUSEN                                                               | Kramersweide 15    | Louis Wolf (1891-1941)               |
|            | HIER WOONDE JENNI WOLF- SCHWARZ GEB. 1897 GEARRESTEERD 12.12.1943 GEDEPORTEERD UIT WESTERBORK VERMOORD 28.1.1944 AUSCHWITZ                                        | Kramersweide 15    | Jenni Wolf-Schwarz (1897-1944)       |
|            | HIER WOONDE HENRIETTE WOLF-DE WINTER GEB. 1898 GEARRESTEERD 12.12.1942 GEDEPORTEERD UIT WESTERBORK VERMOORD 28.1.1944 AUSCHWITZ                                   | Doetinchemseweg 5  | Henriette Wolf-de Winter (1898-1944) |

### Varsseveld
In Varsseveld liggen vier Stolpersteine op twee adressen.
| Afbeelding | Inscriptie | Adres          | Herdachte persoon                      |
| ---------- | --- | -------------- | -------------------------------------- |
|            | HIER WOONDE FELIX DE BRUIN GEB. 1868 OVERLEDEN 7-12-1940 APELDOORNSCHE BOS APELDOORN                                         | Eikenlaan 14   | Felix de Bruin (1868-1940)             |
|            | HIER WOONDE JETTA DE BRUIN-BERLIJN GEB. 1875 GEARRESTEERD 1943 GEDEPORTEERD UIT WESTERBORK VERMOORD 13-3-1943 SOBIBOR        | Eikenlaan 14   | Jetta de Bruin-Berlijn (1875-1943)     |
|            | HIER WOONDE WALTER ROSENBAUM GEB. 1908 GEARRESTEERD 1942 GEDEPORTEERD UIT WESTERBORK VERMOORD 20-3-1943 BOBREK               | Spoorstraat 19 | Walter Rosenbaum (1908-1943)           |
|            | HIER WOONDE ELISABETH ROSENBAUM-WINTER GEB. 1919 GEARRESTEERD 1942 GEDEPORTEERD UIT WESTERBORK VERMOORD 19-10-1942 AUSCHWITZ | Spoorstraat 19 | Elisabeth Rosenbaum-Winter (1919-1942) |

### Westendorp
In Westendorp liggen twee Stolpersteine op een adres.
| Afbeelding | Inscriptie                                                                                             | Adres               | Herdachte persoon                    |
| ---------- | --- | ------------------- | ------------------------------------ |
|            | HIER WOONDE JULIUS SALOMON STERNFELD GEB. 1896 GEARRESTEERD 27-9-1944 VERMOORD 30-9-1944 MIDDEN-EUROPA | Doetinchemseweg 167 | Julius Salomon Sternfeld (1896-1944) |
|            | HIER WOONDE SOPHIE STERNFELD-HES GEB. 1900 GEARRESTEERD 27-9-1944 VERMOORD 30-9-1944 MIDDEN-EUROPA     | Doetinchemseweg 167 | Sophie Sternfeld-Hes (1900-1944)     |

## Data van plaatsingen
- 31 augustus 2021: Terborg, achttien Stolpersteine op Doetinchemseweg 5 en 10 en 13, Hamelstraat 2, Hoofdstraat 9 en 82-84, Kramersweide 15, Oliemolenstraat 3
- 31 augustus 2022: Varsseveld, vier Stolpersteine op Spoorstraat 19, Eikenlaan 14; Westendorp, twee Stolpersteine op Doetinchemseweg 167
- 6 september 2024: Silvolde, drie Stolpersteine op Heuvelstraat 9 (voorheen Bergstraat 13)